# Roswell (serie de televisión)
Roswell es una serie de televisión de ciencia ficción estadounidense desarrollada, producida y coescrita por Jason Katims. La serie debutó el 6 de octubre de 1999 en The WB y se trasladó a UPN para la tercera temporada; y el último episodio se emitió el 14 de mayo de 2002. La serie gira en torno a unos alienígenas adolescentes que están ocultos como humanos, en Roswell, Nuevo México. Los alienígenas son supervivientes del incidente OVNI de Roswell en 1947. La historia de amor ocurre cuando Max Evans (un extraterrestre, interpretado por Jason Behr) y Liz Parker (una humana, interpretada por Shiri Appleby) se enamoran. Se emitieron sesenta y un episodios en total durante las tres temporadas. En el Reino Unido, la serie se emitió como Roswell High y Roswell.
La serie se basa en la serie de libros para jóvenes adultos Roswell High, escrita por Melinda Metz y editada por Laura J. Burns, que más tarde se convirtieron en guionistas de la serie de televisión.

## Elenco y personajes

### Principales
- Shiri Appleby como Liz Parker.
- Jason Behr como Max Evans.
- Katherine Heigl como Isabel Evans.
- Majandra Delfino como Maria DeLuca.
- Brendan Fehr como Michael Guerin.
- Colin Hanks como Alex Whitman (temps. 1–2; invitado temp. 3)
- Nick Wechsler como Kyle Valenti.
- William Sadler como Sheriff Jim Valenti.
- Emilie de Ravin como Tess Harding (temp. 2; recurrente 1; invitada temp. 3)
- Adam Rodríguez como Jesse Ramirez (temp. 3)

### Recurrentes
- Garrett M. Brown como Philip Evans.
- Mary Ellen Trainor como Diane Evans.
- Diane Farr como Amy DeLuca.
- John Doe como Jeff Parker.
- Jo Anderson como Nancy Parker.
- Nicholas Stratton como Michael de joven (temp. 1)
- Julie Benz como Kathleen Topolsky (temp. 1)
- Jim Ortlieb como Nasedo (temps. 1–2)
- Steve Hytner como Milton Ross (temp. 1)
- Richard Schiff como el agente John Stevens (temp. 1)
- David Conrad como el agente David "Dave" Fisher/agente del FBI Daniel Pierce (temps. 1–2)
- Devon Gummersall como Sean DeLuca (temp. 2)
- Desmond Askew como Brody Davis/Larek (temp. 2)
- Gretchen Egolf como la congresista Vanessa Whitaker (temp. 2)
- Sara Downing como Courtney Banks (temp. 2)
- Miko Hughes como Nicholas Crawford (temp. 2)

### Invitados
- Daniel Hansen como Max de joven (temp. 1)
- Sebastian Siegel como Brad
- Carroll Baker como la abuela Claudia (temp. 1)
- Jonathan Frakes como él mismo (temps. 1, 3)
- Genie Francis como la Reina Madre de Antar (temp. 1)
- Erica Gimpel como la agente Susan Duff
- Howie Dorough como un alien (temp. 1)
- Nelly Furtado como ella misma (temp. 2)
- Jason Dohring como Jerry (temp. 2)
- Spence Decker como Kivar (temp. 3)
- Morgan Fairchild como Maris Wheeler (temp. 3)
- Joe Pantoliano como Kal Langley (temp. 3)
- John Billingsley como él mismo (temp. 3)

## Producción
Roswell High fue desarrollada originalmente por 20th Century Fox Television y Regency Television para la cadena Fox, pero finalmente aterrizó en The WB (retitulada simplemente Roswell) gracias a la oferta de esta última cadena de ampliar un compromiso inicial completo de 22 episodios. El episodio piloto se rodó en 12 días con un presupuesto de 2 000 000 de dólares. «The Morning After», el segundo episodio de la serie, fue el primero con la secuencia de títulos completa utilizando el tema musical «Here With Me» de Dido.

## Lugares de rodaje
Roswell se rodó en varios lugares de California. El ayuntamiento, el instituto Charter Oak y otros negocios y residencias de Covina sirvieron como sustituto de las localizaciones ficticias de Roswell, Nuevo México, así como de Vasquez Rocks, un parque de 370 hectáreas en el condado de Los Ángeles. El episodio 1 de la tercera temporada se rodó parcialmente en Salina, Utah.

## Historia de la emisión
La serie se estrenó el 6 de octubre de 1999 en The WB en Estados Unidos con críticas generalmente favorables, y rápidamente se hizo con un gran número de seguidores.
En respuesta a los bajos índices de audiencia de la primera temporada, los episodios independientes centrados en las relaciones de la primera temporada se sustituyeron por temas más de ciencia ficción y arcos argumentales de varios episodios. A partir de la segunda temporada, después de que los fans enviaran a las oficinas de la cadena una feroz campaña con botellas de salsa Tabasco, el condimento favorito de los personajes extraterrestres, se contrató al veterano escritor de ciencia ficción Ronald D. Moore como productor ejecutivo y director de la serie para desarrollar los elementos de ciencia ficción.
No todos los fans respondieron favorablemente al cambio hacia una trama más centrada en la ciencia ficción durante la segunda temporada, y los índices de audiencia siguieron decepcionando, lo que llevó a la cadena a cancelar finalmente la serie el 15 de mayo de 2001, tras el final de la segunda temporada[7][9]. Sin embargo, el estudio productor 20th Century Fox convenció a UPN para que se comprometiera a una tercera temporada como parte de un paquete cuando UPN superó la oferta de The WB por una de sus populares series estrella, Buffy Cazavampiros. Durante la temporada televisiva 2001-2002, Roswell, en su tercera temporada, se emitió directamente después de Buffy los martes por la noche en UPN, aunque fue incapaz de mantener la audiencia que Buffy le proporcionaba. Esto llevó a la cancelación final de la serie.

## La serie

### Temporada 1
"Septiembre 23, "Soy Liz Parker y hace cinco días morí. Después de eso, las cosas se han puesto verdaderamente extrañas..."
Liz, María, y Alex son estudiantes de preparatoria y muy buenos amigos. Viven en Roswell, Nuevo México. Mientras atiende el restaurante de sus padres, el Crashdown Café, Liz presencia una pelea entre dos clientes, los ánimos se desbordan y uno saca una pistola y dispara, hiriéndola. Max Evans corre hacia ella y con solo poner su mano en el lugar de la herida la sana, regresándola a la vida. Poco tiempo después, Liz descubre una mano plateada pintada en su estómago. Durante una clase de biología, Liz toma una muestra de la saliva de Max, y la examina en el microscopio, descubriendo que las células de Max no son iguales a las de los seres humanos; así que confronta a Max, quien admite que él, su hermana Isabel y su amigo Michael, son alienígenas que llegaron ahí después de que su nave se estrellara en (Roswell) en 1947. Max deja ver que salvó a Liz por los sentimientos que tiene hacia ella. Ella se siente atraída hacia él casi de forma inmediata aun cuando sale formalmente con el hijo del Sheriff, Kyle Valenti. Durante esta primera temporada, Max y Liz se enamoran y comienzan una relación formal.
Inicialmente, Liz se esfuerza por mantener en secreto la identidad de Max y sus amigos. Pero las circunstancias van cambiando y termina contándole a María y un poco después a Alex, toda la verdad. Así terminan siendo un grupo de seis amigos; en el cual los humanos, procuran proteger a los alienígenas de misteriosos agentes del gobierno, caza ovnis y del Sheriff Valenti, quien sospecha de ellos. Michael y María comienzan una relación, y Alex se siente atraído hacia Isabel. Pero la relación principal en esta temporada es la de Max y Liz. 
Pronto se descubrirá que tanto Max, como Michael e Isabel son en realidad híbridos, una especie de alienígenas en cuerpos humanos, que permanecieron aletargados en unos capullos que vinieron a la Tierra en la nave que se estrelló en 1947. Cuando salieron de los capullos en 1989, tenían formas humanas y la apariencia de niños de seis años. 
Cerca del final de la temporada, los chicos se encuentran con que existe un cuarto alien llamado Nasedo, quien puede cambiar de forma. Nasedo tiene un violento y criminal pasado, y estuvo a punto de causar la muerte de Max a manos de un vengativo cazador que perdió a su esposa embarazada a manos del primero. Al inicio, los chicos creen que Tess Harding es Nasedo. Al parecer Tess provoca en Max, extrañas sensaciones; pero se descubre que ella es un híbrido igual que los demás. Contrario a los demás, Tess, sí recuerda su vida pasada, y sabe cuál es su destino. 
Al final de la temporada, se da a conocer, que Max, Isabel, Michael y Tess son clones de la familia real del mundo de donde vienen: Max es el Rey, Isabel su hermana, Michael es el segundo en mando y Tess es la prometida de Max. Su esencia se mantuvo viva en clones, y fueron llevados a la Tierra, en donde adquirieron forma humana. Su misión es regresar a su planeta natal Antar y recuperar el control y el trono. Como resultado de esta revelación, Liz termina su relación con Max, pues cree que no debe de interferir con su destino.

### Temporada 2
Al inicio de la segunda temporada, son presentados "Las Pieles", una raza de extraterrestres que han estado buscando a los protagonistas, desde el mismo momento en que fueron sacados del planeta Antar. Su misión es capturarlos y llevarlos ante la presencia de Kivar, quien actualmente controla Antar, planeta en donde Max reinaba en su vida pasada. Se revela que la nueva jefa de Liz, la congresista Whitaker es una Piel, y que su hermano Nicholas es el líder de esta raza. Los chicos tendrán una dura travesía, para destruir a las pieles y su cosecha(los cuerpos humanos que utilizan) con la cual buscan ser mayoría, ayudados por una de ellos, Courtney (una mesera del Crashdown Café), quien cree que Michael, y no Max, debería de ser quien reine en Antar.
Nasedo, un extraterrestre que puede cambiar de forma, y ha estado protegiendo a los chicos, y ha sido como un padre para Tess, es asesinado por las pieles poco después de que inicia la temporada. Como Tess no tiene a donde ir, el Sheriff Valenti la lleva a vivir con él y su hijo Kyle, quien fue curado por Max durante el capítulo final de la primera temporada. Poco después, los chicos logran destruir la cosecha; y sale a luz que muchos de las pieles eran seguidores de Michael y creían que él era su última esperanza. Más importante aún, se descubre que Isabel fue una princesa en Antar, llamada Vilandra. Vilandra estaba enamorada de Kivar, el enemigo y rival de Max, por quien traicionó a su familia. Esto asusta tanto a Isabel que termina distanciándose de Max, cuando descubren que había dos "juegos" de clones de la familia real. Las otras copias, son pandilla y son copias exactas de Michael, Max, Isabel y Tess, solo que ellos crecieron en las alcantarillas de la Nueva York. Sus nombres son Rath (clon de Michael), Zan (clon de Max), Vilandra (originalmente Lonnie, clon de Isabel), y Ava (clon de Tess).
Esta historia es mencionada en el capítulo "Summer of '47" y después, tratado de manera completa en "Meet the Dupes" y "Max in the City". Después de matar a Zan; Rath, Vilandra y Ava van a Roswell para convencer a Max para que vaya con ellos y represente a la familia, ante el concejo de las familias de los cinco planetas guerreros. Tanto Max como Tess van con Rath y Vilandra a la ciudad de Nueva York; Ava se queda en Roswell, porque está asustada por la muerte de Zan. Nicholas es la voz de Kivar, y se revela que el dueño del Museo Extraterrestre, Brody Davis ha sido utilizado varias veces por los extraterretres para comunicarse a la tierra (es manipulado como un títere, Brody explica por qué él cree que ha sido abducido por los extraterrestres, aunque no recuerda nada de ello). Rath y Vilandra le dicen a Tess y Max que si ellos le dan a Kivar el Granolito, podrán regresar a su vida en Antar. Max recuerda lo que Liz le dijo antes de irse: "el Granolito puede ser muy peligroso en las manos equivocadas", así que decide no pactar nada con Kivar. Se muestra que Lonnie es una traidora, cuando recibe en secreto a Nicholas y discute con el acerca de su deseo de regresar a Antar (porque ella recuerda más acerca de su vida pasada y quiere regresar a ella nuevamente) a costa de lo que sea, no importa si los otros van con ella o si Kivar se apodera del Granolito. Nicholas le dice que eso puede ser arreglado en cuanto Max este muerto. Es innecesario decir, que sus intentos fallan, y que Rath y Lonnie simplemente desaparecen y no son vueltos a mencionar en la serie. Ava, quien sigue en Roswell, se va para vivir una vida normal, y tampoco se le vuelve a mencionar, no sin antes decirle a Liz que desde que Max la curó y la regreso a la vida, ella ha "cambiado" y será diferente desde ahora.
El personaje de "Alex Whitman"(Colin Hanks) regresa para la mitad de temporada, (Colin tomó un descanso de las grabaciones de la miniserie Band of Brothers). Su regreso es bastante corto, debido a que su personaje es asesinado. 
A través de esta temporada, la relación entre Max y Liz es inconstante. Aun cuando se aman, las circunstancias los mantienen separados. En un episodio en donde un Max del futuro, persuade a Liz de que encuentre la manera para que el Max del presente deje de amarla, pues la tierra será destruida en el futuro si ellos siguen juntos. Liz logra esto haciéndole creer a Max que durmió con Kyle. La muerte de Alex también causa un severo efecto en Liz; quien está determinada a descubrir quién mató a su amigo. Desde el momento en que comienza a sospechar que Alex fue asesinado por un extraterrestre, hace que Max y los otros, se enojen con ella, y las relaciones entre alíens y humanos, se ven resquebrajadas. Al final, cuando Liz descubre que Tess fue quien asesinó a Alex; va hacia la nave de Max y los otros, para impedir que dejen la Tierra para ir a Antar. En la nave, Michael e Isabel, han decidido quedarse, el primero porque se ha dado cuenta de cuánto ama a Maria, Isabel porque no puede dejar solos a sus padres. Max no puede dejar sola a Tess, pues aun cuando no la ama, ella espera un hijo suyo. Cuando Liz le explica lo que ocurre, Max confronta a Tess, quien le dice que ella tiene un trato con Kivar, y es llevarlo a él a Antar, y así ella podrá regresar también. Max la deja ir, pues no puede matarla, ya que en su vientre lleva a su hijo, y Tess se marcha en la nave.

### Temporada 3
Esta temporada inicia con Max luchando por encontrar a su hijo. El y Liz son arrestados después de que asaltan una tienda. Los dos terminan fuera de la prisión, pero sus acciones traerán serias consecuencias. Max ha estado investigando, y ha encontrado una nave extraterrestre que tienen en una base militar cercana, pero cuando regresa al lugar la nave ha desaparecido. Un incidente en Los Ángeles en donde al parecer participó el quinto híbrido que iba con él en la nave, hace que Max vaya allá para investigarlo. Sabiendo que muy probablemente se trate de un extraterrestre que puede cambiar de apariencia, y que está relacionado con la industria fílmica. Max trata de encontrarlo, fingiendo que es un actor que busca audiciones para participar en alguna película. El quinto híbrido es, de hecho, un productor muy exitoso, al cual Max obliga a que lo ayude para encontrar la nave, que está en una base militar. Cuando la intentan volar descubren que está demasiado dañada, después del choque en 1947. Max abandona Los Ángeles decepcionado, sintiendo que ha decepcionado a su hijo. 
Isabel está asustada pues constantemente ve al fantasma de Alex. Ella comienza una nueva relación con Jesse Ramírez, un abogado que es bastante mayor que ella y que trabaja con su padre. Mientras la temporada avanza, se muestra cómo el padre de Max e Isabel, está investigando el pasado de sus hijos; más aún después de que Max no le da una respuesta satisfactoria acerca de lo que pasó en Utah, ni por qué estaba ahí. A mitad de temporada, Isabel se casa, ante el desconcierto de sus padres, Max y Michael. Durante la luna de miel con Jesse, Kivar se pone en contacto con Isabel; despierta en Isabel la parte oscura de su vida pasada, Vilandra, quien traicionó a Max y a Michael, por su amor a Kivar; esa es la razón por la cual murieron los tres durante su primera vida. Kivar trata de convencer a Isabel (ahora la recién despertada Vilandra) de viajar a través de un portal y regresar a su mundo. Max y Michael tratan de detenerla. Al final, Isabel, arroja a Kivar hacia el portal. 
Michael consigue un trabajo como guardia nocturno en una fábrica farmacéutica. Poco después de su entrada a este trabajo, se entera de que el dueño de la compañía, obtuvo una muestra de su ADN, y sabe que es un extraterrestre, y lo quieren utilizar para curar a un millonario que está muriendo. Michael y el Sheriff Valenti encuentran un cuarto con toda la información que la compañía ha obtenido acerca de Michael, y deciden llevarse toda la información, pero son descubiertos, Michael logra escapar no así Valenti. Michael pide ayuda a Max e Isabel, para regresar y rescatar al Sheriff. Max es capturado, y es forzado a curar al millonario que está muriendo. Al principio Max se muestra cauteloso de ayudarlo, ya que el hombre ha vivido su vida y va a morir por causas naturales, pero aun así Max hace el intento. Max termina transfiriendo su edad y el hombre se posesiona del cuerpo de Max, matándolo. Michael e Isabel salen del lugar, pero fuera hay varias patrullas que están llegando; ellos usan sus poderes para destruir los vehículos, pero un disparo impacta en Isabel. El millonario está en su casa, en el cuerpo de Max cuando comienza a tener recuerdos de Liz; al no poder dejar de pensar en ella, piensa que lo mejor es matarla. Michael logra curar a Isabel, ya que, en teoría Max está muerto, los poderes de este fueron transferidos hacia Michael ya que es el segundo al mando. Mientras tanto el hombre rico persigue a Liz para matarla; ambos caen desde un edificio en construcción. Viendo que Liz está a punto de morir, Max usa sus poderes para salvarle la vida, mientras que su cuerpo golpea la tierra. El millonario muere, y Max milagrosamente sobrevive. El grupo se encamina hacia Roswell.
El FBI también ha estado estudiando al grupo durante muchos meses y los está cercando. Cuando Tess regresa con el hijo de Max, Zan, los chicos unen esfuerzos para permanecer juntos y poder escapar de Roswell. En un esfuerzo por proteger a su hijo, Tess se sacrifica destruyendo la base militar. Se descubre que el bebé es completamente humano, ya que las partes humanas del ADN de max y Tess, son las que fueron las que se unieron en él. Así que Max decide que su hijo tenga una vida normal, y lo da en adopción; gracias a la ayuda de su padre, consiguen que el bebé sea adoptado por una buena familia. 
La serie termina, cuando Liz, Max, Michael, Isabel, Maria y Kyle escapan de su ceremonia de graduación, en una vagoneta. Hay muchas despedidas, especialmente entre Kyle y su padre Jim Valenti. Las últimas escenas son de Max y Liz contrayendo matrimonio y el padre de Liz, leyendo el diario de su hija, en el cual ella hizo la crónica de todo lo que le ocurrió en esos tres años. Al final se ve a Liz subiéndose a la vagoneta, aun vestida de novia, diciendo: 

Solo se que soy Liz Parker y que soy feliz

## Capítulos

### Primera temporada
- 0 "Piloto"
- 1 "La mañana después"
- 2 "Monstruos"
- 3 "Dejando de ser normal"
- 4 "Perdido"
- 5 "285 Sur"
- 6 "Perro De Río"
- 7 "Hermano de Sangre"
- 8 "Onda de Calor"
- 9 "Balance"
- 10 "La Casa De Juguete"
- 11 "Dentro del bosque"
- 12 "La convención"
- 13 "Cita a ciegas"
- 14 "Día de la Independencia"
- 15 "Curación sexual"
- 16 "Locura"
- 17 "Tess, mentiras y video"
- 18 "Cuatro paredes"
- 19 "Max por máx"
- 20 "El cuarto blanco"
- 21 "Destino"

### Segunda temporada
- 1 "Piel y huesos"
- 2 "No preguntes"
- 3 "Sorpresa"
- 4 "Verano del ´47"
- 5 "El fin del mundo"
- 6 "Cosecha"
- 7 "¡Aniquilar!"
- 8 "Conoce a los Dupes"
- 9 "Max en la Ciudad"
- 10 "Un villancico de Navidad en Roswell"
- 11 "Para servir y proteger"
- 12 "Somos familia"
- 13 "Comportamiento inquietante"
- 14 "Como vive la otra mitad"
- 15 "Viva Las Vegas"
- 16 "Este corazón mio"
- 17 "Llora tu nombre"
- 18 "Es muy tarde y es muy malo"
- 19 "Nena, eres tú"
- 20 "Fuera del menú"
- 21 "La Partida"

### Tercera temporada
- 1 "Arrestado"
- 2 "Michael, los chicos y la historia del zumo"
- 3 "Otros seres significativos"
- 4 "Secretos y mentiras"
- 5 "Control"
- 6 "Para tener y mantener"
- 7 "Interrupción"
- 8 "Detrás de la música"
- 9 "Samuel levantándose"
- 10 "Historia de dos fiestas"
- 11 "Me casé con un extraterrestre"
- 12 "Cam-Cam-Cambios"
- 13 "Panacea"
- 14 "Tira abajo Babilonia"
- 15 "¿Quién murió y te hizo Rey?"
- 16 "Choque"
- 17 "Cuatro extraterrestres y un bebé"
- 18 "Graduación"

## Premios

### Obtenidos
- 2001: Young Artist Awards a mejor actor joven de reparto para Miko Hughes

### Finalista
- 2000: ALMA Award para Majandra Delfino
- 2000: Art Directors Guild, premio a la excelencia en el diseño de producción en series de televisión para Vincent Jefferds (diseño de producción) y Dawn Snyder (director artístico) por el episodio "Monster".
- 2000: Teen Choice Award a actor de televisión para Jason Behr.
- 2000: Teen Choice Award a actriz de televisión para Shiri Appleby.
- 2000: Teen Choice Award a TV - Choice Breakout Show (Programa revelación)
- 2000: Teen Choice Award a drama televisivo.
- 2000: Teen Choice Award a TV - Choice Sidekick para Brendan Fehr.
- 2000: Young Artist Award mejor actriz principal para Majandra Delfino.
- 2001: Premio Saturn a mejor actor en televisión para Jason Behr.
- 2001: Premio Saturn a mejor actor de reparto en televisión para Brendan Fehr.
- 2001: Premio Saturn a mejor actriz de reparto en televisión para Katherine Heigl.
- 2001: Premio Saturn a mejor actor de televisión de género para Jason Behr.
- 2001: Premio Saturn a mejor serie de televisión.
- 2001: Teen Choice Award a actor de televisión para Jason Behr.
- 2001: Teen Choice Award a actriz de televisión para Katherine Heigl.
- 2001: Teen Choice Award a drama de televisión.
- 2001: Teen Choice Award a TV - Choice Sidekick para Brendan Fehr.
- 2002: Motion Picture Sound Editors, Premio Golden Reel Award a la mejor edición de sonido en televisión por el episodio "Baby, It's You".
- 2002: Teen Choice Awards a TV - Choice Sidekick (secundario) para Nick Wechsler.